# شراب التوت
شراب التوت هو مسلسل دراما تركي من بطولة باريش كيليتش، إفريم ألاسيا وسيلا توركوغلو، بدأ عرض المسلسل على قناة شو تي في في 28 أكتوبر 2022.

## روابط خارجية
- شراب التوت على موقع IMDb (الإنجليزية)
- شراب التوت على موقع قاعدة بيانات الفيلم (الإنجليزية)